# New Blood Interactive
New Blood Interactive — компанія розробник відеоігор, заснована Аароном Александром, Крейгом ДеЗаго та Дейвом Ошрі в 2014 році. Спочатку компанія розробляла ігри віртуальної реальності, а потім звернулася до видавничої діяльності, спочатку випустивши Super Galaxy Squadron Ніка Клінкскейла та досягнувши пізнаваності проектами Dusk та Ultrakill.

## Історія
New Blood Interactive була заснована в 2014 році головним дизайнер Аароном Александром, головним програміст Крейгом ДеЗаго і головним виконавчим директором Дейвом Ошрі.  Александр та Ошрі раніше співпрацювали в ремейку Rise of the Triad 2013 року.   Компанія спочатку прагнула розробляти ігри віртуальної реальності, включаючи гру про бокс, яку хотіла представити на Конференція розробників ігор. Однак цим планам ніколи не судилося здійснитися. Ошрі пізніше вступив у контакт з Ніком Клінкскалесом. У той час, New Blood шукав піксельного художника, і Клінкскалес потребував видавця для своєї гри Super Galaxy Squadron, тому вони погодилися, що New Blood випустить гру, і Клінкскалес приєднається до компанії.  Super Galaxy Squadron був випущений у січні 2015 року.  Пізніше у лютому 2016 випущений ремастер як Super Galaxy Squadron EX, а версія Super Galaxy Squadron EX Turbo була випущена в березні 2017 року. 
Коли Ошрі зустрів Девіда Шиманські, який знав, що Ошрі працював над ремейком Rise of the Triad, Шиманські спонтанно вирішив представити свою гру - бумер-шутер Dusk .  New Blood випустила гру в ранній доступ у січні 2018 року, її успіх забезпечив компанії тривалу фінансову підтримку. Згодом New Blood підписав угоди про видання наступних ігор у ретро-стилі, включаючи Amid Evil і Faith: The Unholy Trinity .  Наприкінці фази раннього доступу Dusk компанія залучила Діллона Роджерса, щоб допомогти завершити гру, яка була випущена в грудні 2018 року. Як нові співробітники New Blood, Роджерс і Шиманські почали роботу над стелс-грою Gloomwood. Ошрі вважав це початком нового етапу для студії, яка перетворилася з виключно видавця на розробку ігор всередині себе. 

## Організація
Станом на серпень 2022 року New Blood налічує 25 співробітників. Компанія має плоску ієрархію з багатьма розробниками, які допомагають іншим проектам. Більшість планувань здійснюється через Discord . Ошрі наглядає за всіма командами розробників і керує внутрішньою групою забезпечення якості, яка регулярно тестує ігри під час їх розробки. Ошрі підтримує профспілки в індустрії відеоігор .  

## Опубліковані ігри
| рік      | Назва                                | Розробник(и)                     | Платформа(и)                                                                      |
| -------- | ------------------------------------ | -------------------------------- | --------------------------------------------------------------------------------- |
| 2015 рік | Super Galaxy Squadron                | Psyche Studios                   | Linux, Windows                                                                    |
| 2018 рік | Dusk                                 | David Szymanski                  | Linux, macOS, Nintendo Switch, PlayStation 4, Windows                             |
| 2019 рік | Amid Evil                            | Indefatigable                    | Nintendo Switch, Windows                                                          |
| 2020 рік | Unfortunate Spacemen                 | Geoff "Zag" Keene                | Windows                                                                           |
| 2020 рік | Ultrakill (ранній доступ)            | Arsi "Hakita" Patala             | Windows                                                                           |
| 2021 рік | Сутінки '82                          | David Szymanski                  | Windows                                                                           |
| 2022 рік | Gloomwood (ранній доступ)            | Dillon Rogers, David Szymanski   | Windows                                                                           |
| 2022 рік | Faith: The Unholy Trinity            | Airdorf Games                    | Windows                                                                           |
| 2023 рік | Armid Evil VR                        | Невтомний, Андре Елайджа Імерсив | Windows                                                                           |
| 2023 рік | Rise of the Triad: Ludicrous Edition | Nightdive Studios                | Nintendo Switch, PlayStation 4, PlayStation 5, Windows, Xbox One, Xbox Series X/S |
| TBA      | Fallen Aces                          | Trey Powell, Jason Bond          | Windows                                                                           |
| TBA      | CRPG без назви                       | TBA                              | TBA                                                                               |
| TBA      | Шутер із видом зверху без назви      | TBA                              | TBA                                                                               |
| TBA      | Візуальна новела без назви           | TBA                              | TBA                                                                               |

### Невидані
| Назва           | Розробник(и)            | Примітки                               |
| --------------- | ----------------------- | -------------------------------------- |
| Lazer Type      | Labcoat Studios         |                                        |
| Tonight We Riot | Pixel Pushers Union 512 | Змінено видавця на Means Interactive   |
| Maximum Action  | George Mandell          | Змінено видавця на Balloon Moose Games |